# Gelis anthracinus
Gelis anthracinus là một loài tò vò trong họ Ichneumonidae.